# Camillo Ballin
Camillo Ballin (Fontaniva, 24 giugno 1944 – Roma, 12 aprile 2020) è stato un vescovo cattolico e missionario italiano.

## Biografia
Camillo Ballin nacque a Fontaniva, in provincia di Padova e diocesi di Vicenza, il 24 giugno 1944 da Angelo e Lucia Ballin.

### Formazione e ministero sacerdotale
Studiò nel seminario vescovile di Vicenza e nel 1963 passò al noviziato dei missionari comboniani del Cuore di Gesù e proseguì gli studi nei seminari comboniani di Padova, Brescia e Novara. Il 9 settembre 1968 emise la professione solenne.
Il 30 marzo 1969 fu ordinato presbitero a Verona. Quando gli fu chiesto di indicare tre luoghi di missione a cui avrebbe gradito essere inviato scrisse per tre volte "Paesi arabi". Fu accontentato e nel 1970 venne inviato in Libano e in Siria per studiare l'arabo. Nel 1971 fu assegnato alla delegazione d'Egitto e iniziò l'apostolato nella parrocchia latina di San Giuseppe nel quartiere Zamalek del Cairo. Dal 1972 al 1977 fu parroco della stessa. Dal 1977 al 1980 studiò a Kaslik, in Libano, e al Pontificio istituto orientale a Roma per la licenza in liturgia orientale.
Nel 1981 fece ritorno in Egitto e assunse gli incarichi di professore presso l'Istituto di teologia del Cairo e fu superiore di delegazione per tre anni e superiore provinciale della sua Congregazione in Egitto per sei anni. Nel 1990 fu assegnato alla provincia del Sudan dove aprì un Istituto di formazione per gli insegnanti di religione nelle scuole che guidò fino al 1997. Quell'anno tornò a Roma per completare gli studi. Nel 2000 conseguì il dottorato in storia della Chiesa con un elaborato sulla storia della Chiesa del Sudan, specialmente ai tempi dei mahadisti (1881-1898). In quel periodo la pratica di qualsiasi altra religione, eccetto l'Islam mahdista, era severamente vietata e padre Ballin studiò su fonti inedite come vivevano i cristiani e gli ebrei e come essi avessero mantenuto la propria fede in quegli anni di persecuzione. La tesi fu poi pubblicata. Dal 2000 alla nomina episcopale fu direttore del Centro di studi arabi e islamici "Dar Comboni" al Cairo e professore di storia della Chiesa nel seminario maggiore inter-rito.
Nel 2004 pubblicò due delle sue numerose opere scritte in arabo e tradotte come "The ways of the Spirit" e "History of the Church". Il primo esplora, in profondità, la Regola di San Pacomio, il fondatore della vita monastica comunitaria. La sua seconda pubblicazione è un trattato sulla storia della Chiesa dal suo inizio al XV secolo e, sebbene destinata al grande pubblico, è particolarmente mirata a narrare la vita della Chiesa nel mondo arabo, con particolare riferimento a quelle di rito orientale.

### Ministero episcopale
Il 14 luglio 2005 papa Benedetto XVI lo nominò vicario apostolico del Kuwait e vescovo titolare di Arna. Ricevette l'ordinazione episcopale il 2 settembre successivo nell'allora cattedrale della Santa Famiglia nel Deserto a Madinat al-Kuwait dal cardinale Crescenzio Sepe, prefetto della Congregazione per l'evangelizzazione dei popoli, co-consacranti l'arcivescovo Giuseppe De Andrea, nunzio apostolico in Kuwait, Bahrein, Yemen e Qatar, e il vicario apostolico emerito del Kuwait Francis George Adeodatus Micallef. Come motto episcopale scelse l'espressione In Verbo Tuo.
Nel 2008 celebrò il Congresso dell'unità cattolica, avviato su iniziativa del consiglio pastorale, presso la cattedrale della Sacra Famiglia. La missione del convegno fu aumentare la consapevolezza che tutti i gruppi cattolici "sono una cosa sola e uniti al Signore".
Il 31 maggio 2011 il vicariato apostolico del Kuwait estese la sua giurisdizione sull'Arabia Saudita, sul Qatar e sul Bahrain, che fino a quel momento erano soggetti al vicariato apostolico di Arabia, e assunse l'attuale denominazione di vicariato apostolico dell'Arabia settentrionale in forza del decreto Bonum animarum della Congregazione per l'evangelizzazione dei popoli.
Nell'agosto del 2012 monsignor Ballin trasferì la sua residenza dal Kuwait ad Awali, nel centro del Bahrein. In questo paese avviò un rapporto molto proficuo con le autorità civili e gli venne riconosciuta la cittadinanza bahreinita. Qui il 31 maggio 2014 fu benedetta la prima pietra della cattedrale di Nostra Signora d'Arabia, che nel 2021 divenne poi la nuova cattedrale del vicariato.
Durante i quindici anni di episcopato servì con zelo apostolico e paterno i fedeli di questa vivace comunità cattolica fatta di riti latini e orientali e i cui membri provengono da quasi ogni angolo del globo. Eresse parrocchie e avviò gruppi di preghiera. Organizzò conferenze, congressi, ritiri e seminari per i fedeli e il clero. Fu un grande amministratore e un insegnante meraviglioso. Ogni anno pubblicava una lettera pastorale basata su un particolare tema di interesse per i fedeli. A un livello più ampio, collaborò ampiamente con persone di altre fedi e comunità. Era un uomo coraggioso con un profondo rispetto per la cultura araba e islamica. Visse la sua fede con convinzione e si guadagnò le lodi e il rispetto di tutti.
Nel gennaio del 2008 e nel marzo del 2018 compì la visita ad limina.
Il 4 febbraio 2020 la sua salute peggiorò improvvisamente durante una visita pastorale. Fu ricoverato in un ospedale locale e il 9 febbraio fu trasferito a Roma per potere ricevere cure migliori. Gli fu diagnosticato un cancro ai polmoni. I vescovi della Conferenza dei vescovi latini nelle regioni arabe, riuniti per la 70ª plenaria a Roma dal 17 al 20 febbraio, gli fecero visita nella casa generalizia dei comboniani all'EUR dove aveva preso alloggio. Il 7 aprile perse conoscenza e fu ricoverato all'hospice "Villa Speranza" del Policlinico Agostino Gemelli dove morì alle 22 del 12 aprile 2020 all'età di 75 anni. La mattina del 15 aprile la salma fu benedetta dal superiore generale dei comboniani Tesfaye Tadesse Gebresilasie e da altri confratelli nella casa generalizia della congregazione e poi partì alla volta di Fontaniva. La salma fu benedetta in forma strettamente privata a causa della pandemia di COVID-19 nel pomeriggio dello stesso giorno da monsignor Beniamino Pizziol e poi sepolta nella tomba di famiglia nel cimitero di Fontaniva.

## Opere
- Il Cristo e il Mahdi. La comunità cristiana in Sudan nel suo contesto islamico, EMI, 2001,  p. 720.

## Genealogia episcopale
La genealogia episcopale è:
- Cardinale Scipione Rebiba
- Cardinale Giulio Antonio Santori
- Cardinale Girolamo Bernerio, O.P.
- Arcivescovo Galeazzo Sanvitale
- Cardinale Ludovico Ludovisi
- Cardinale Luigi Caetani
- Cardinale Ulderico Carpegna
- Cardinale Paluzzo Paluzzi Altieri degli Albertoni
- Papa Benedetto XIII
- Papa Benedetto XIV
- Papa Clemente XIII
- Cardinale Enrico Benedetto Stuart
- Papa Leone XII
- Cardinale Chiarissimo Falconieri Mellini
- Cardinale Camillo Di Pietro
- Cardinale Mieczysław Halka Ledóchowski
- Cardinale Jan Maurycy Paweł Puzyna de Kosielsko
- Arcivescovo Józef Bilczewski
- Arcivescovo Bolesław Twardowski
- Arcivescovo Eugeniusz Baziak
- Papa Giovanni Paolo II
- Cardinale Crescenzio Sepe
- Vescovo Camillo Ballin, M.C.C.I.